# Amstelkade
De Amstelkade is de kade van de rivier de Amstel in Nederland. De Amstel stroomt door verschillende Nederlandse gemeenten.

## Amsterdam
De Amstelkade is sinds 1922 een straat aan de zuidzijde van het Amstelkanaal in stadsdeel Zuid in Amsterdam. De straat en het kanaal zijn vernoemd naar de nabijgelegen rivier.

### Ligging
De Amstelkade ligt in de Rivierenbuurt en loopt parallel aan de Vrijheidslaan en de Churchilllaan. De kade begint aan de Amsteldijk bij de P.L. Kramerbrug en loopt aan het einde in een bocht naar de eerdergenoemde Churchilllaan.
De Amstelkade ligt in het postcodegebied 1078.
De straat kruist enkele verkeerswegen, te weten de Amsteldijk (aan het begin), de Rijnstraat en de Maasstraat en tegen het einde de Scheldestraat. Door de Rijnstraat rijdt tram 4 en door de Scheldestraat tram 12.
Het Amstelkanaal scheidt de wijken Rivierenbuurt en De Pijp. Aan de overzijde van het water ligt, in De Pijp, de Jozef Israëlskade.

### Karakter
Langs de Amstelkade zijn nauwelijks winkels of bedrijven te vinden. De straat heeft puur een woonfunctie. De kade kent verschillende woonblokken die in de stijl van de
Amsterdamse School zijn gebouwd. Langs het begin van de kade bevindt zich het Borssenburgplein, waar een buurtcentrum is gevestigd.

### Rijksmonumenten aan de Amstelkade
Aan de Amstelkade liggen enkele rijksmonumenten:

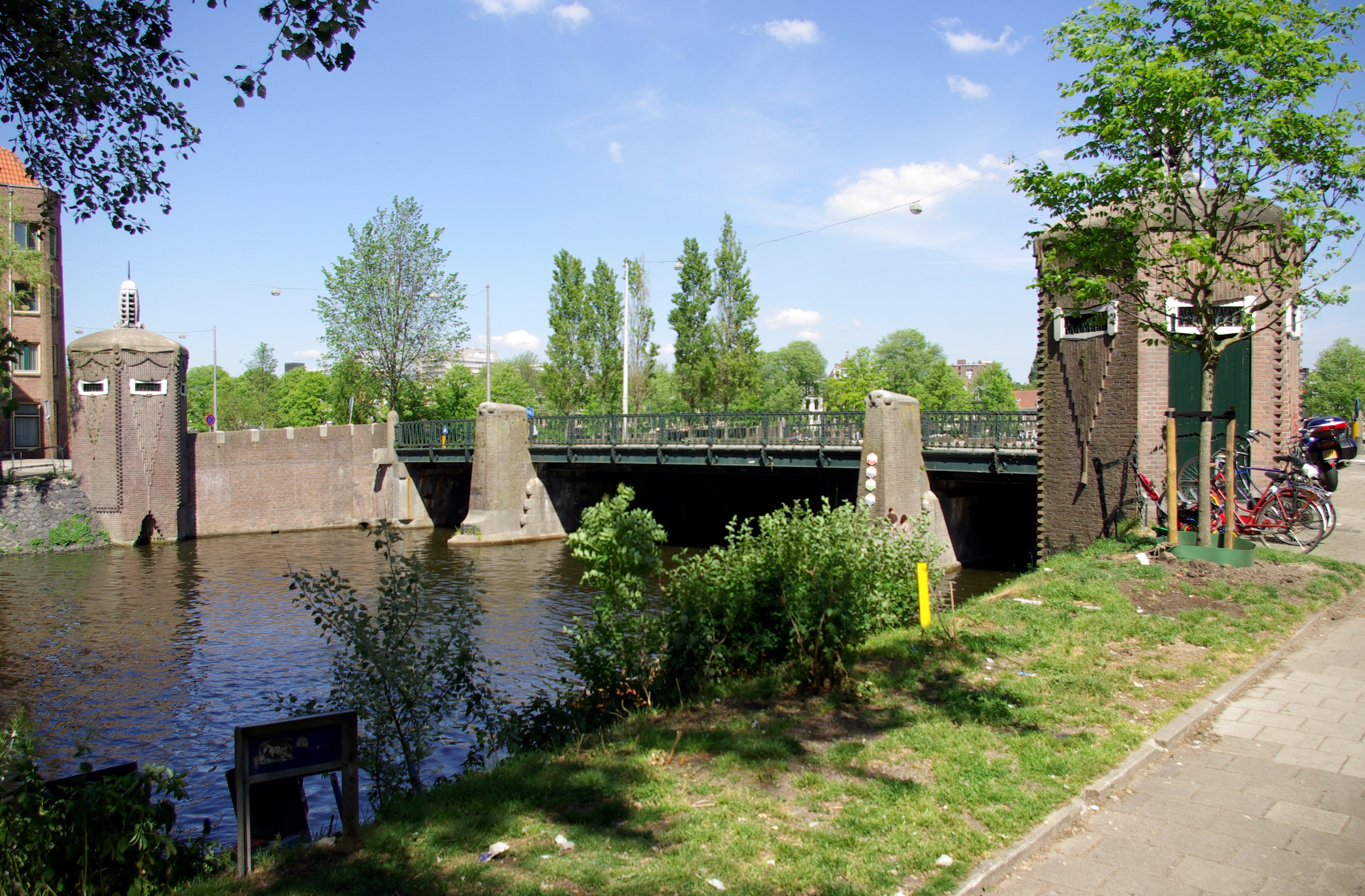
P.L. Kramerbrug, Amsteldijk, gezien vanaf de Amstelkade
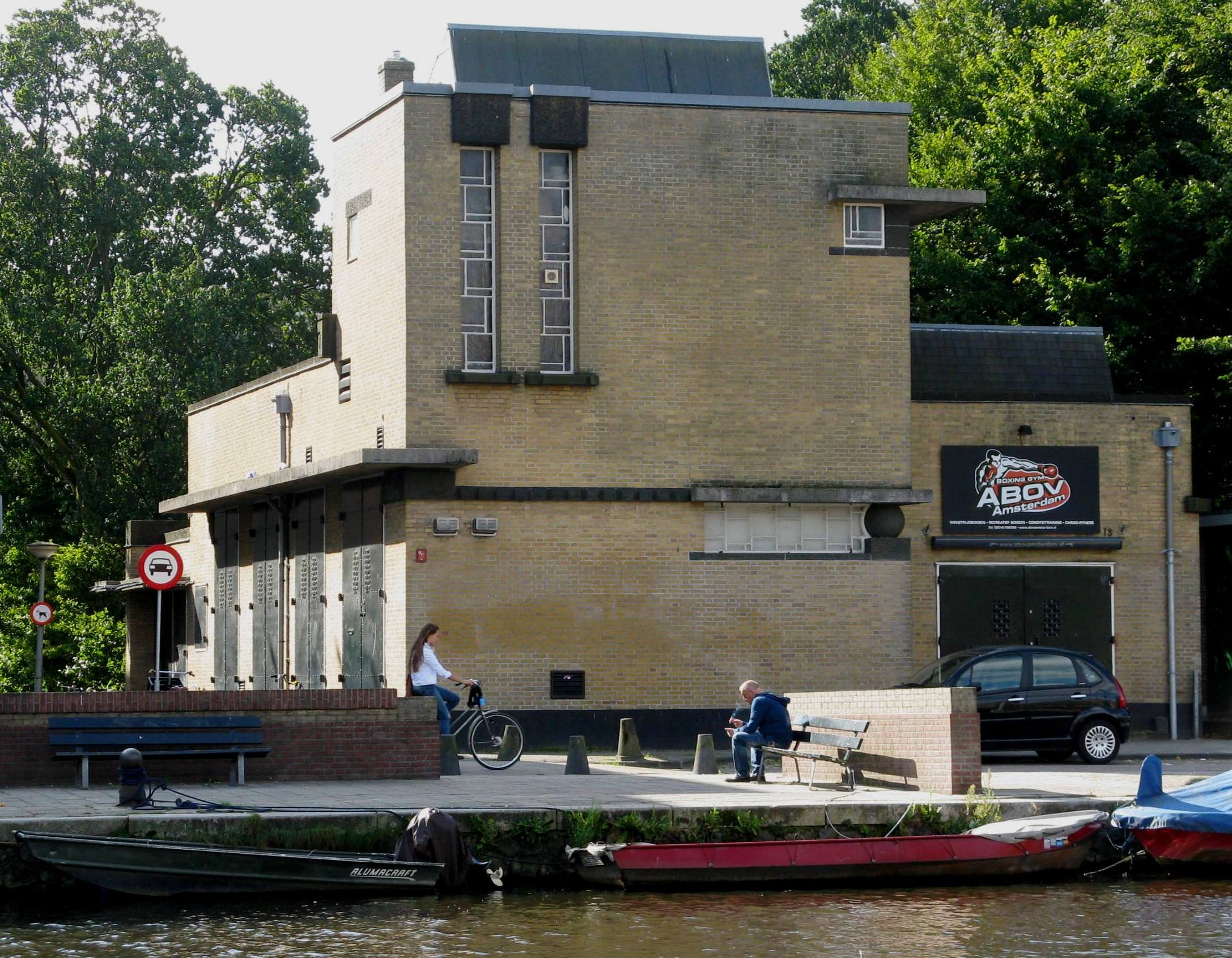
Elektriciteitsgebouw van GEB op hoek van Borssenburgplein en Amstelkade
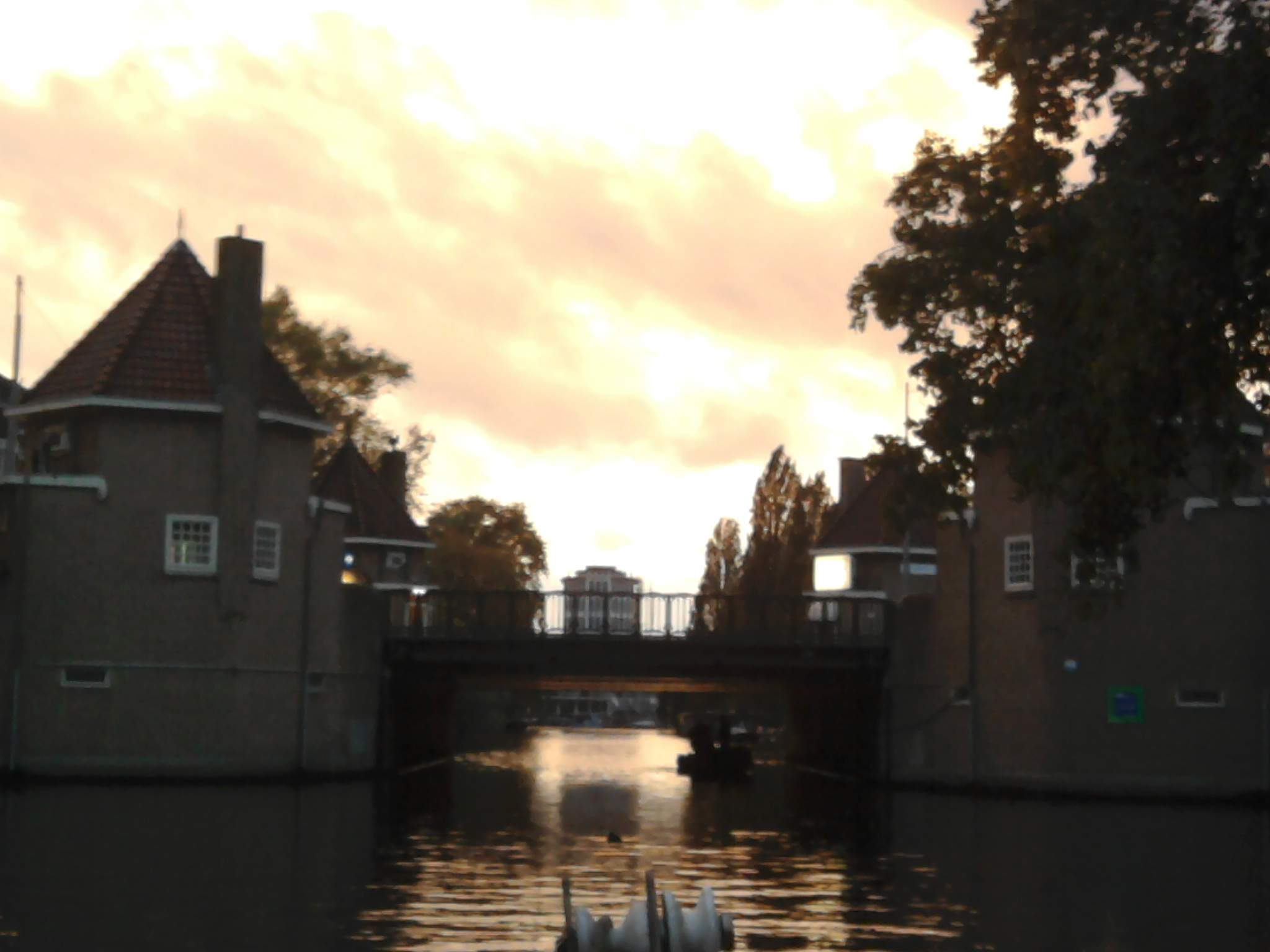
Barbiersbrug, met huisjes aan Amstelkade en Jozef Israëlskade, links loopt de Amstelkade langs het water